# 乳幼児死亡率

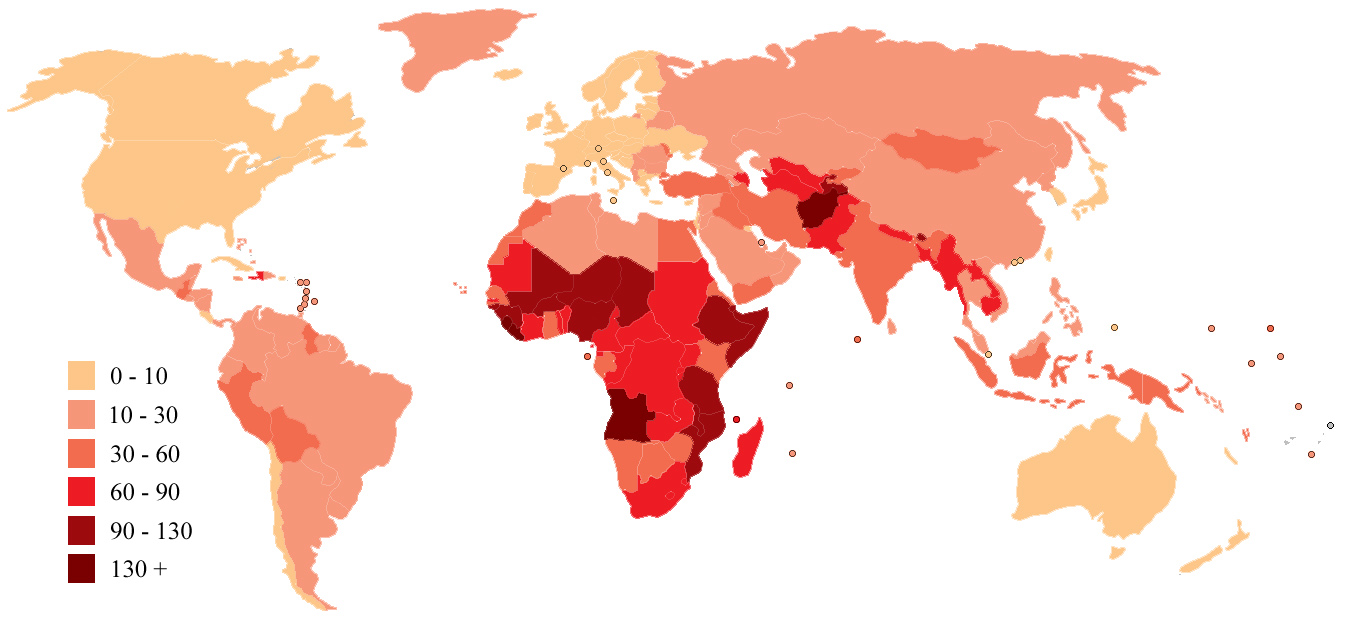
国別の乳幼児死亡率。出生数1000人あたりの死亡数を色の濃さで表した地図

乳幼児死亡率（にゅうようじしぼうりつ、英語: under-5 mortality rate、U5MR）とは、生まれた子供が5歳未満で死亡する確率を指す。通常は出生1000人に対する死亡数で表現され、例えばCMR 100は生きて生まれた子供1000人のうち、100人（百分率で10%)が5歳未満で死亡する状況を示している。

## 歴史
乳幼児の死亡はワクチン接種を中心とする医療の発展によって下がっていった。17世紀から18世紀までのヨーロッパでは消化器系や呼吸器系の感染症で死亡する乳幼児が多かったが、感染症に関する医療の向上によって乳幼児死亡率は下がっていった。乳幼児死亡率の低下は、平均余命の上昇につながった。
1950年代以降はアジア、アフリカなど他の地域でも乳幼児死亡率が下がっていった。国際連合が定義する開発途上国では、1950年代初頭で5歳の誕生日を迎える前に死亡する者の数が1/5を超える国が100以上にのぼったが、改善されていった。主な理由は、サルファ剤の普及、第二次世界大戦中のペニシリンの普及、媒介害虫駆除（ベクターコントロール）とされる。UNICEFは第二次大戦直後にヨーロッパの子供に結核ワクチン接種を始め、1950年代に世界各地で結核、イチゴ腫、ハンセン病、マラリア、トラコーマ対策のキャンペーンを行った。1974年に世界保健機構（WHO）が拡大予防接種計画（EPI）を始め、ジフテリア、百日咳、破傷風、はしか、ポリオ、結核の予防接種を進めた。
予防接種以外の改善として経口補水療法（ORT）の普及があり、脱水による乳幼児の死亡が減少した。女性への教育の向上も医療に関する理解を広め、妊娠・出産・育児における健康増進に影響を与えているとされる。
人口ピラミッドが富士山型になる開発途上国は乳幼児死亡率が高い。この死亡率の高さが、多産の一因となっている。乳幼児死亡率の低下は、出生数の低下につながっている。アフリカの出生数は1950年代の6.6人から2000年の5.1人になり、同じ時期のアジアと中南米は6人から2人になった。出生数の低下は、女性の身体への負担軽減や社会進出への増加につながるとされる。

## 目標
SDGs では、ターゲット 3.2 として

全ての国が新生児死亡率を少なくとも出生1,000件中12件以下まで減らし、５歳以下死亡率を少なくとも出生1,000件中25件以下まで減らすことを目指し、 2030年までに、新生児及び５歳未満児の予防可能な死亡を根絶する。

を掲げている。

## 内訳
2019 年における世界の乳幼児死亡は530万人と推定されており、主たる原因は早産合併症（17.7%）、下気道感染症（13.9%）、分娩関連事象（11.6%）、下痢（9.1%）であった。ワクチンで予防可能な死亡（Vaccine-preventable deaths）は21.7% を占めた。また、新生児死亡（日齢28未満の死亡）が46%を占めた。